# Bituriges
Los bituriges (en latín Bituriges cubii, en griego Βιτούριγες οἱ Κοῦβοι) eran una tribu gala con capital en Avárico (Avaricum), hoy Bourges.
A principios del siglo I a. C., habían sido una de las principales tribus, especialmente en lo que se refiere a los druidas y su influencia política. Pero pronto declinó su poder conforme los druidas se convirtieron en un objetivo importante para Julio César en su conquista de la Galia. El hecho de que Avárico fuera la única ciudad celta que no fue quemada por Vercingétorix, por una vez no siguiendo su estrategia de tierra quemada, en frente de las legiones de César, es otra prueba de la importancia política de los bituriges. Al final, las legiones romanas incendiaron la ciudad.
Argentomago (Argentomagus, cerca de lo que hoy es Argenton-sur-Creuse) era otro oppidum suyo. Esta es una de las diversas tribus en que parece que se dividieron: los bituriges cubi vivieron cerca de Bourges, en Berry, y los bituriges vivisci cerca de Burdigala.
Según algunos lingüistas, el nombre significa reyes del mundo, "Bitu" mundo y "rix" rey, de donde proceden los nombres de Berry y Bourges. 
El lema de este pueblo antiguo era «SUMMA IMPERII PENES BITURIGES», según Tito Livio (V, XXXIV), que significa: todo el poder en las manos de los bituriges.

## Bituriges cubos
Los bituriges cubos fueron  un  pueblo galo  asentado en el territorio que corresponde aproximadamente a la antigua provincia de Berry.
Su capital fue Avárico (en latín Avaricum, en griego Αναρικον), hoy en día Bourges.

## Bituriges viviscos
Este pueblo formaba parte de los bituriges y fue trasladado de la región de Bourges a la desembocadura de la Gironde, a finales de la Guerra de las Galias y el reinado de Augusto
Su capital estaba en Burdeos, la antigua Burdigala.